# Великая эпидемия чумы в Лондоне

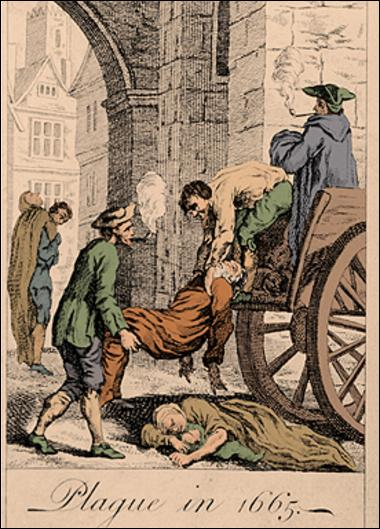
Сбор тел для захоронения во времена Великой эпидемии чумы

Великая эпидемия чумы в Лондоне (англ. Great Plague of London) (1665—1666) — массовая вспышка бубонной чумы в Англии, во время которой умерло приблизительно 100 000 человек, 20 % населения Лондона. Бубонная чума — это инфекционное заболевание, возбудителем которого является бактерия чумная палочка (лат. Yersinia pestis), её переносчиком были блохи. Эпидемия 1665—1666 годов была значительно меньше по масштабам, чем более ранняя пандемия «Чёрная смерть» (смертельная вспышка болезни в Европе между 1347 и 1353 годами). Однако только в XVII веке бубонную чуму запомнили, как «великую» чуму, потому что это бедствие стало одним из самых заметных проявлений болезни в Англии в то время.
Великая эпидемия 1665 года стала последней крупной вспышкой бубонной чумы в Великобритании. До этого вспышки наблюдались в 1603 году, когда от болезни умерло 30 тысяч лондонцев, в 1625, когда произошло 35 тысяч смертей, и в 1636 году, когда от чумы умерло около 10 тысяч человек. В период Великой эпидемии мало кто понимал истинную причину заболевания. В качестве вариантов предлагались: пары от земли, необычная погода, болезни у скота, увеличение числа мух, моли, лягушек и мышей. Причина не была известна до 1894 года, когда исследование Александра Йерсена показало, что болезнь возбуждала чумная палочка, переносимая крысиной блохой.

## Предпосылки

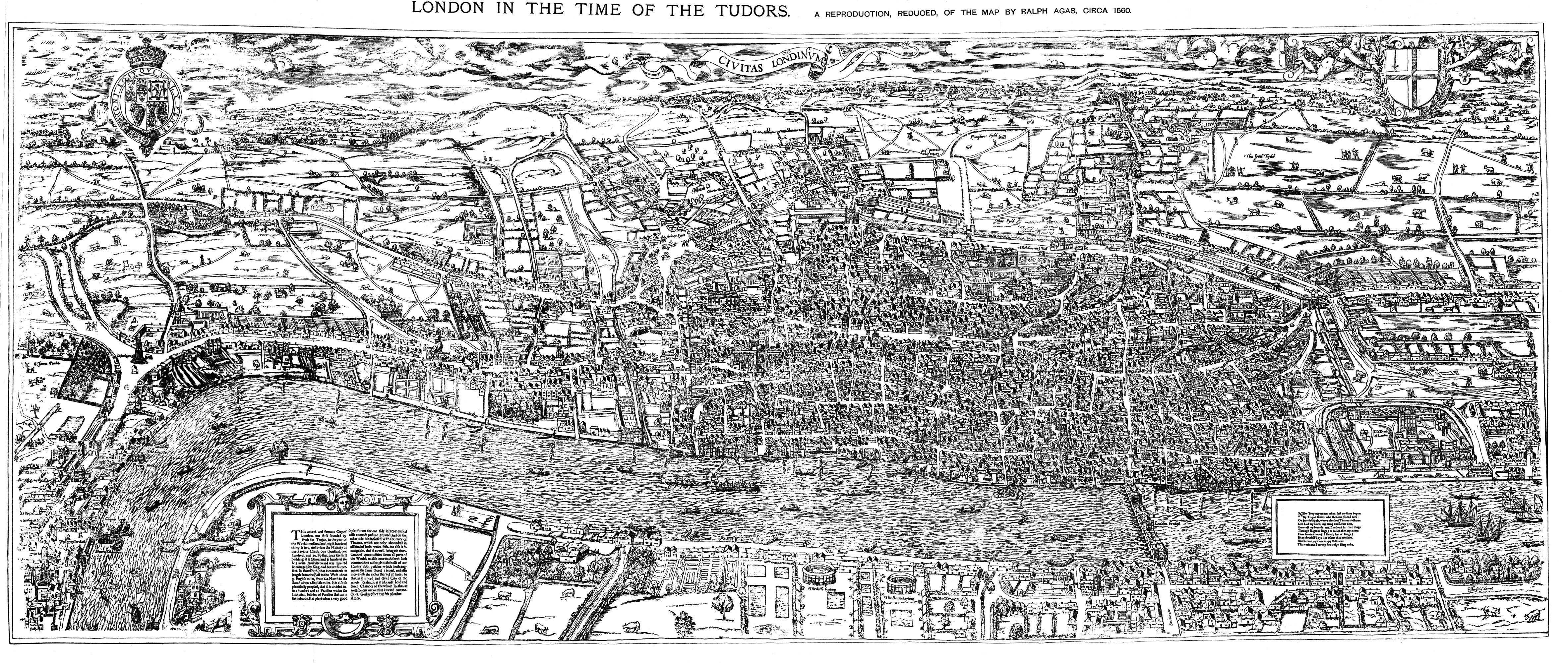
Карта Лондона, изданная Ральфом Агасом, 1570—1605 гг.

Зимой 1664 года на небе была видна яркая комета, и лондонцы опасались, что она предвещает ужасные события. Лондон в то время представлял собой поселение площадью в 448 гектаров, окружённое городской стеной и пригородами. Над городом висел дым мыловаренных фабрик, металлургических заводов, пивоварен, а также 15 000 домов, в которых топили углём. По оценкам Джона Граунта, в 1665 году в Лондоне с пригородами проживало около 460 тысяч человек. Это был город с большим социальным расслоением: в коттеджах Уайтхолла и Ковент-Гардена могло служить до 60 человек, за городом строились роскошные фахверковые тюдоровские особняки, а чердаки и подвалы переполняла беднота. Санитарное состояние было плохим, в городе отсутствовала канализация, сточные воды текли прямо по центру извилистых улочек. Булыжники были скользкими от выброшенного из домов мусора, навоза и помоев; летом на улицах роились полчища мух. Корпорация Сити пыталась убирать часть мусора, — его доставляли за пределы стен и оставляли разлагаться там. Повсюду стояло ужасное зловоние, люди ходили, закрывая носы платками. Состоятельные горожане нанимали экипажи и паланкины, чтобы добраться до места назначения, минуя дорожную грязь. Бедным же приходилось идти пешком и попадать под брызги, летящие из-под колёс телег, и помои, сбрасываемые с верхних этажей зданий.
В городской стене имелись ворота Людгейт, Ньюгейт, Олдерсгейт, Крипплгейт, Мургейт и Бишопгейт, а с юга протекала Темза, которую можно было пересечь по Лондонскому мосту. Некоторые из товаров, необходимых Лондону, доставлялись на баржах, как, например, уголь, но большинство привозилось по дорогам. Тележки, экипажи, всадники и пешеходы толпились около узких ворот, через которые было довольно сложно пройти в город. Лондонский мост был перегружен ещё больше.
За городскими стенами, в пригородах, в деревянных домах в столь же антисанитарных условиях проживали торговцы и ремесленники числом более четверти миллиона человек, также каждый день стремившиеся попасть в уже переполненный город. Правительство пыталось контролировать рост этой застройки, однако не слишком эффективно. Иные иммигранты присвоили себе большие и богатые городские дома, освобождённые роялистами, бежавшими из страны во время республики; такие дома разбивались на мелкие квартиры и превращались в переполненные трущобы.

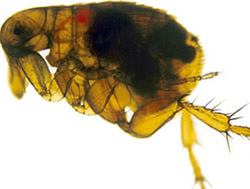
Блоха крысиная южная (Xenopsylla cheopis), заражённая бактерией чумная палочка, которую видно по тёмной массе

## Вспышка

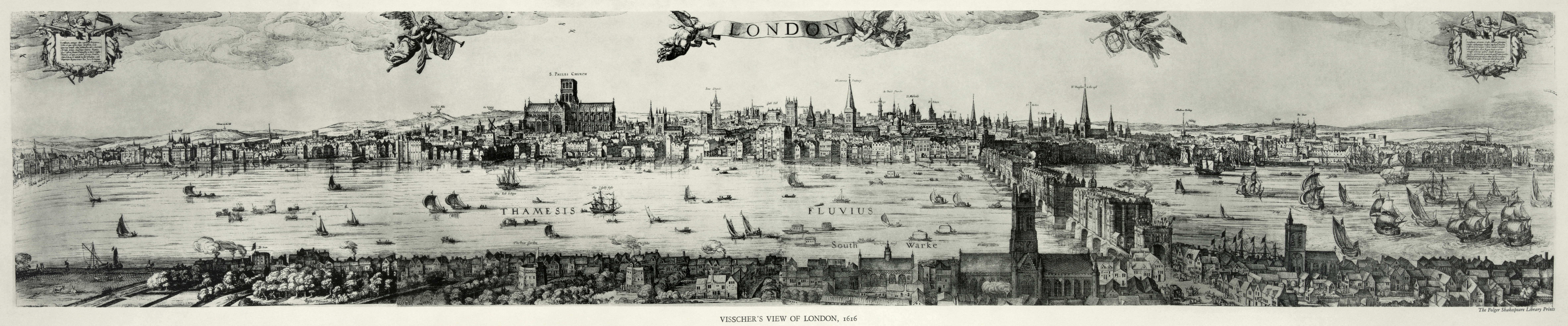
Панорама старого Лондона. Гравюра Класа Янсона Висхера, 1616 г.

### Ранние дни
Считается, что в Англию эпидемия пришла из Нидерландов, где эпидемии бубонной чумы вспыхивали периодически с 1599 года. Изначально заразную болезнь на территорию Великобритании завезли голландские торговые суда, которые перевозили кипы хлопка из Амстердама (в 1663—1664 годах Амстердам был опустошён, умерло около 50 000 человек). Портовые пригороды Лондона, включая приход церкви Сент-Джайлса на полях (англ. St. Giles-in-the Fields), который был битком набит нищими рабочими, первыми пострадали от чумы. Две первые подозрительные смерти в приходе были зарегистрированы в декабре 1664 и феврале 1665 годов. Эти случаи не были опознаны как чумные, и поэтому властями не было предпринято никаких мер по предотвращению эпидемии, но за первые четыре месяца 1665 года общая смертность сильно возросла. Несмотря на это, к концу апреля официально зарегистрированными в качестве именно чумных оказались только 4 смерти, и первым официально зарегистрированным случаем смерти от чумы стала кончина некой Ребекки Эндрюс, которая умерла 12 апреля 1665 года; в то же время общее число смертей в неделю возросло с 290 до 398.
В связи с вышеизложенным, необходимо подробнее остановиться на расследовании причин смерти в то время. Когда кто-либо умирал, звонил колокол и приходил «искатель смерти», чтобы осмотреть труп и определить причины смерти. Искатели в большинстве своём были невежественными старухами, которые за взятку могли внести в официальные записи искажённую причину смерти. Когда человек умирал от чумы, подкупленный искатель называл иную причину смерти, потому что дома жертв чумы по закону должны были быть закрыты на 40-дневный карантин, причём все члены семьи запирались в доме. Двери такого дома отмечались красным крестом и словами «Господи, помилуй нас», также около дверей ставился караульный.
Зима была тяжёлой, но с приходом тёплой погоды болезнь начала распространяться быстрее. Первоначально были поражены приходы Сент-Эндрю, Холборн, церкви Сент-Джайлса на полях, Сент-Клеменс-Денс и Сент-Мери-Вулчёрч. Только последний из них относился к Сити, все остальные были расположены в пригородах. Среди населения началась паника. 30 апреля Сэмюэл Пипс записал в своём дневнике: «Большие опасения по поводу болезни, говорят, уже 2 или 3 дома в Сити умерли. Господи, помилуй нас всех!».
10 июня Пипс записал: «Вечером, за ужином, к величайшему своему огорчению, узнал, что чума пришла и в Сити (в городе-то онa уже четвёртую неделю, но до сего дня — за пределами Сити), и надо же было так случиться, что самой первой её жертвой стал мой добрый приятель и сосед доктор Бернетт с Фэнчерч-стрит. И то, и другое повергает меня в смятение». Доктор Бернетт добровольно закрыл свой дом на карантин после того, как диагностировал у себя заболевание. Он оставался там 2 месяца, за которые умер его слуга, но сам доктор выжил. Выздоровев, он продолжил работать среди бедных слоёв населения, пока не заразился снова и не умер в конце августа того же года.

### Эмиграция из города
К июлю 1665 года чума добралась до сердца Лондона. Король Англии Карл II вместе со своей семьёй и свитой покинул Лондон и уехал в Оксфордшир. Однако олдермен и большинство других представителей городской власти предпочли остаться. Сэр Джон Лоуренс, лорд-мэр Лондона, также решил остаться в городе, подвергнув самого себя карантину с помощью специально построенной витрины из стекла; таким образом он вполне мог выполнять свои обязанности, не контактируя с потенциально заражёнными. Когда большинство богатых купцов покинули город, торговая деятельность приостановилась. Несколько священников (включая Архиепископа Кентерберийского и епископа Лондона), врачей и аптекарей также вынуждены были остаться, так как эпидемия чумы свирепствовала всё лето. Среди оставшихся были Сэмюэл Пипс, занимавший важный пост в Адмиралтействе, и Генри Фой, шорник, проживавший в Ист-Энде. Пипс записывал события чумы в свой дневник, а племянник Генри Фоя Даниель Дефо в 1722 году опубликовал «Дневник чумного года», возможно, основанный на дневниках Фоя.
Бедные также были встревожены распространившейся заразой, и некоторые покинули город; однако в иных местах им негде было разместиться, не было средств к существованию, так что, пугаясь неопределённого будущего, многие всё же остались в городе. Покидая городские ворота, каждый должен был предъявить справку о хорошем здоровье, выданную лордом-мэром, получить которую становилось всё труднее. Шло время, количество жертв увеличивалось, и среди жителей окрестных деревень началось брожение, поскольку уже не было мест для размещения беженцев. Беженцы возвращались, их не допускали в города, и многим приходилось путешествовать по пересечённой местности и жить на собранное с полей или украденное. Многие умерли в пути от жажды или голода.

### Пик эпидемии

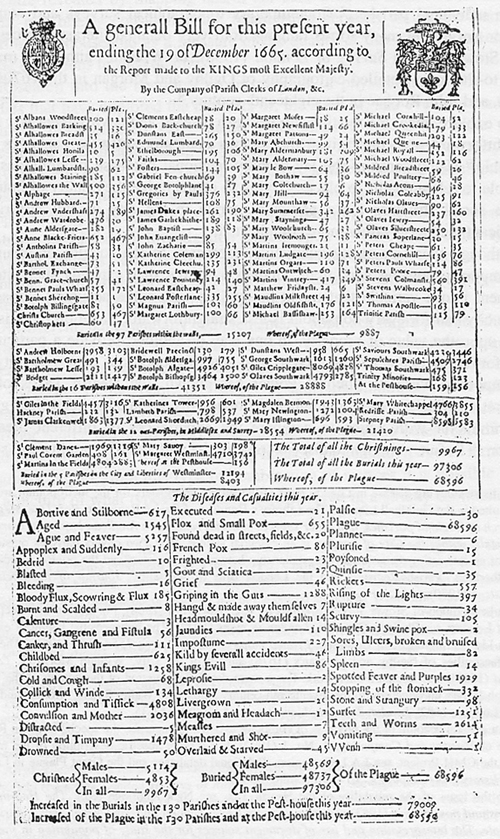
Список умерших во время чумы в 1665 году.

По документам установлено, что смертность в Лондоне доходила до 1000 человек в неделю, затем — до 2000 человек в неделю. В списке умерших в последнюю неделю июля значится 3014 смертей, из которых 2020 записаны от чумы (нормальная смертность в неделю в это время года составляла 300 человек). К сентябрю 1665 года смертность достигла 7000 человек в неделю. По мере увеличения количества жертв вырывались всё новые и новые ямы для трупов. Специально нанятые люди ездили на телегах по городу, призывая людей: «Выносите ваших мёртвых», и увозили груды тел. Власти забеспокоились, что лавинообразный рост числа смертей может вызвать среди населения панику, и приказали проводить вывоз и захоронение трупов только ночью. Скоро тележек перестало хватать, и трупы начали складывать вдоль домов. Были восстановлены дневные разъезды и рытьё ям, которые заполнялись уже разлагающимися трупами. Власти прихода Олдгейт вырыли возле кладбища яму 15 на 6 метров. Рабочие копали яму, в то время, как трупы складывались в уже прокопанную часть. Когда пришлось остановиться из-за того, что рабочие достигли грунтовых вод, глубина ямы составляла 6 метров. Всего в яме было похоронено 1114 человек.
Было предпринято несколько попыток создать систему мер общественного здравоохранения для эффективной борьбы с эпидемией. Городские власти наняли врачей и организовали тщательное захоронение жертв, однако из-за распространившейся по городу паники люди, боясь заражения, хоронили трупы поспешно. Причина болезни была неизвестна, но многие считали, что её переносили животные, и поэтому Лондонская Корпорация приказала убивать кошек и собак. Хозяева блох считались опасными, а сами блохи — нет. Вполне возможно, что это решение удлинило эпидемию, поскольку животные контролировали численность крыс, которые переносили блох. Согласно миазменной теории болезней, власти также распорядились о том, чтобы огонь постоянно горел, и днём и ночью, в надежде на то, что он очистит воздух. Для того, чтобы отогнать инфекцию, жгли разные вещества, распространяющие сильные запахи, такие как перец, хмель и ладан. Жителей Лондона насильно заставляли курить табак.
К концу осени смертность начала снижаться, и в феврале 1666 года сочли безопасным возвращение в город короля и его окружения. К этому времени в связи с непрерывающимися торговыми контактами с континентальной Европой вспышка чумы перекинулась во Францию, где следующей зимой она и затихла.
Несмотря на то, что вспышка чумы сконцентрировалась в Лондоне, она также поразила и другие регионы страны. Возможно, самым известным примером стала деревня Им (англ. Eyam) в английском графстве Дербишир. Предполагается, что чума была завезена в деревню купцами, которые перевозили тюки ткани из Лондона, хотя этот факт не подтверждён. Для того, чтобы остановить дальнейшее распространение заразы, жители деревни добровольно подвергли себя карантину. Распространение чумы в ближайших районах замедлилось, но при этом в самой деревне умерло приблизительно ¾ жителей.

## Последующие события
В конце осени, когда смертность уже начала уменьшаться, и особенно позднее, — за монархом начали интенсивно возвращаться и другие жители города. Улицы были запружены повозками, возобновилась торговля. Лондон стал центром притяжения многих предприимчивых людей. В конце марта 1666 года Лорд-канцлер записал: «… улицы полны народа, Биржа переполнена, люди столь многочисленны, как можно было когда-либо видеть…».
Среди современников, как сообщает Даниэль Дефо, была популярна вера в «очищение огнем», то есть в то, что Большой (Великий) пожар (англ. Great Fire of London), который случился в Лондоне со 2 по 5 сентября, уничтожил «чумные зародыши». Уже сам Дефо называет это утверждение «смехотворным»:

если бы зародыши чумы можно было уничтожить лишь огнем, то почему же она не разгорелась снова во всех домах пригородов и
слобод, в огромных приходах Степни, Уайтчепл, Олдгейт, Бишопсгейт, Шордич, Крипплгейт и Сент-Джайлс, которые не затронул пожар и которые остались в том же положении, что и до пожара, — а ведь в свое время именно в них чума свирепствовала с особенной силой?
— Даниэль Дефо «Дневник чумного года»
Случаи возникновения заболевания продолжались до сентября 1666 года, после чего чума постепенно прекратилась.

## Упоминание в литературе
- О событиях чумы рассказывает исторический роман Даниэля Дефо «Дневник чумного года» (1722).
- Атмосфера Великой чумы воссоздана в романе Рафаэля Сабатини «Одураченный фортуной» (1923).
- Роман Джеральдин Брукс «Год чудес» (др. перевод — «Год испытаний»).
- Пьеса английского поэта Джона Вильсона (англ.) «Чумной город» (англ. The city of the plague) посвящена событиям Великой чумы в Лондоне.
- Действие пьесы А. С. Пушкина «Пир во время чумы» связано с событиями Великой чумы в Лондоне.
- Роман Кетлин Уинзор «Навеки твоя Эмбер».
- Роуз Тремейн «Реставрация» (1989)